# انجمن استعمار آمریکا

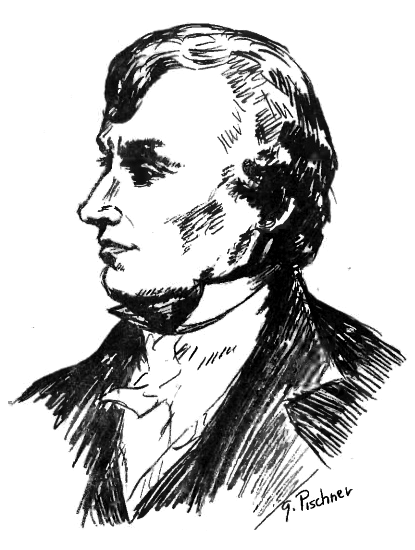
رابرت فینلی انجمن استعمار آمریکا را تأسیس کرد.

انجمن استعمار آمریکا (ACS)، در ابتدا انجمن استعمار آزادگان رنگین‌پوست آمریکا تا سال۱۸۳۷، یک سازمان آمریکایی بود که در سال۱۸۱۶ توسط رابرت فینلی برای تشویق و حمایت از مهاجرت سیاه پوستان آزاد و بردگان آزاد شده به قاره آفریقا تأسیس شد.
انجمن استعمار آمریکا برای رسیدگی به این دیدگاه رایج که افراد رنگین‌پوست آزاد نمی‌توانند در جامعه ایالات متحده ادغام شوند، تأسیس شد. جمعیت آنها به دنبال جنگ انقلابی آمریکا به‌طور پیوسته افزایش یافته بود، از ۶۰۰۰۰ نفر در سال ۱۷۹۰ به ۳۰۰۰۰۰ نفر در سال ۱۸۳۰ رسید. : 26 برده داران می‌ترسیدند که این سیاهان آزاد ممکن است به بردگان خود کمک کنند تا فرار کنند یا شورش کنند. علاوه بر این، بسیاری از سفیدپوستان آمریکایی معتقد بودند که آمریکایی‌های آفریقایی‌تبار نژاد پست‌تری هستند، و بنابراین، باید به مکانی منتقل شوند که بتوانند در آرامش زندگی کنند، جایی که با تعصب مواجه نشوند، جایی که بتوانند شهروند باشند.
جامعه آفریقایی-آمریکایی و جنبش الغا به شدت با این پروژه مخالفت کردند. در بیشتر موارد، خانواده‌های آمریکایی‌های آفریقایی‌تبار برای نسل‌ها در ایالات متحده زندگی می‌کردند، و احساسات غالب آنها این بود که آنها آفریقایی‌تر از اروپایی‌های سفیدپوست آمریکایی نیستند. برخلاف ادعاها مبنی بر داوطلبانه بودن مهاجرت آنها، بسیاری از آمریکایی‌های آفریقایی‌تبار، چه آزاد و چه برده، تحت فشار قرار گرفتند تا مهاجرت کنند. : 343 در واقع، بردگانی مانند زفانیاه کینگزلی، گاهی بردگان خود را بشرط خروج فوری از کشور آزاد می‌کردند.

## زمینه

### رشد برده داری در جنوب
پس از اختراع پنبه پاک کن در دهه۱۷۹۰، رشد و صادرات پنبه تبدیل به یک تجارت بسیار سودآور شد. مرکز اصلی این تجارت، راه اندازی مزارع بود که کارکنان آن را کارگران برده بودند. با توجه به افزایش تقاضا، واردات بردگان آفریقایی رشد کرد تا اینکه واردات قانونی در سال۱۸۰۸ ممنوع شد، پس از آن مریلند و ویرجینیا آشکارا بردگان را پرورش دادند و کودکان را برای فروش «جنوب» از طریق دلالانی مانند فرانکلین و آرمفیلد به صاحبان مزارع «تولید» کردند.. این منجر به جابجایی اجباری حدود یک میلیون نفر برده شده به جنوب عمیق شد. آفریقایی‌ها و آمریکایی‌های آفریقایی‌تبار تثبیت شده و صاحب فرزند شدند و تعداد کل بردگان تا اواسط قرن نوزدهم به چهار میلیون نفر رسید.

### رشد تعداد سیاه پوستان آزاد
تا حدی به دلیل تلاش‌های آزادسازی که توسط آرمان‌های انقلابی، واعظان پروتستان و جنبش الغا انجام شد، تعداد سیاه‌پوستان آزاد که بسیاری از آنها آزاد به دنیا آمدند، افزایش یافت. حتی در شمال، جایی که برده داری در حال لغو شدن بود، تبعیض علیه سیاهان آزاد شایع و اغلب قانونی بود. چند ایالت قبل از دهه ۱۸۶۰ حقوق شهروندی را به سیاه پوستان آزاد تعمیم دادند و دولت فدرال که عمدتاً تحت کنترل قدرت برده بود، هرگز تمایلی برای به چالش کشیدن وضعیت موجود نژادی نشان نداد. حتی در شمال، سیاه‌پوستان آزاد اغلب به عنوان مهاجرانی ناخواسته دیده می‌شدند که مشاغل را از بین می‌بردند، زیرا آنها ارزان کار می‌کردند.